# Inga-Britt Lorentzon
Barbro Anita Inga-Britt Lorentzon, tidigare Gyborn, född Gustafsson 21 februari 1936 i Lundby församling i Västerås, död 15 juni 1987 i Olofström, var en svensk friidrottare (höjdhopp, femkamp och häcklöpning). Hon tävlade för klubben IFK Västerås. Hon utsågs år 1956 till Stor Grabb/tjej nummer 185. Hon var gift med Inge Lorentzon och mor till Susanne och Annika Lorentzon.
Lorentzon deltog vid de olympiska spelen i Rom 1960 där hon kom sexa i höjdhopp.